# اشترکام

نمونه ای از خانه روستایی اشترکام(خالی و در حال تخریب است.)

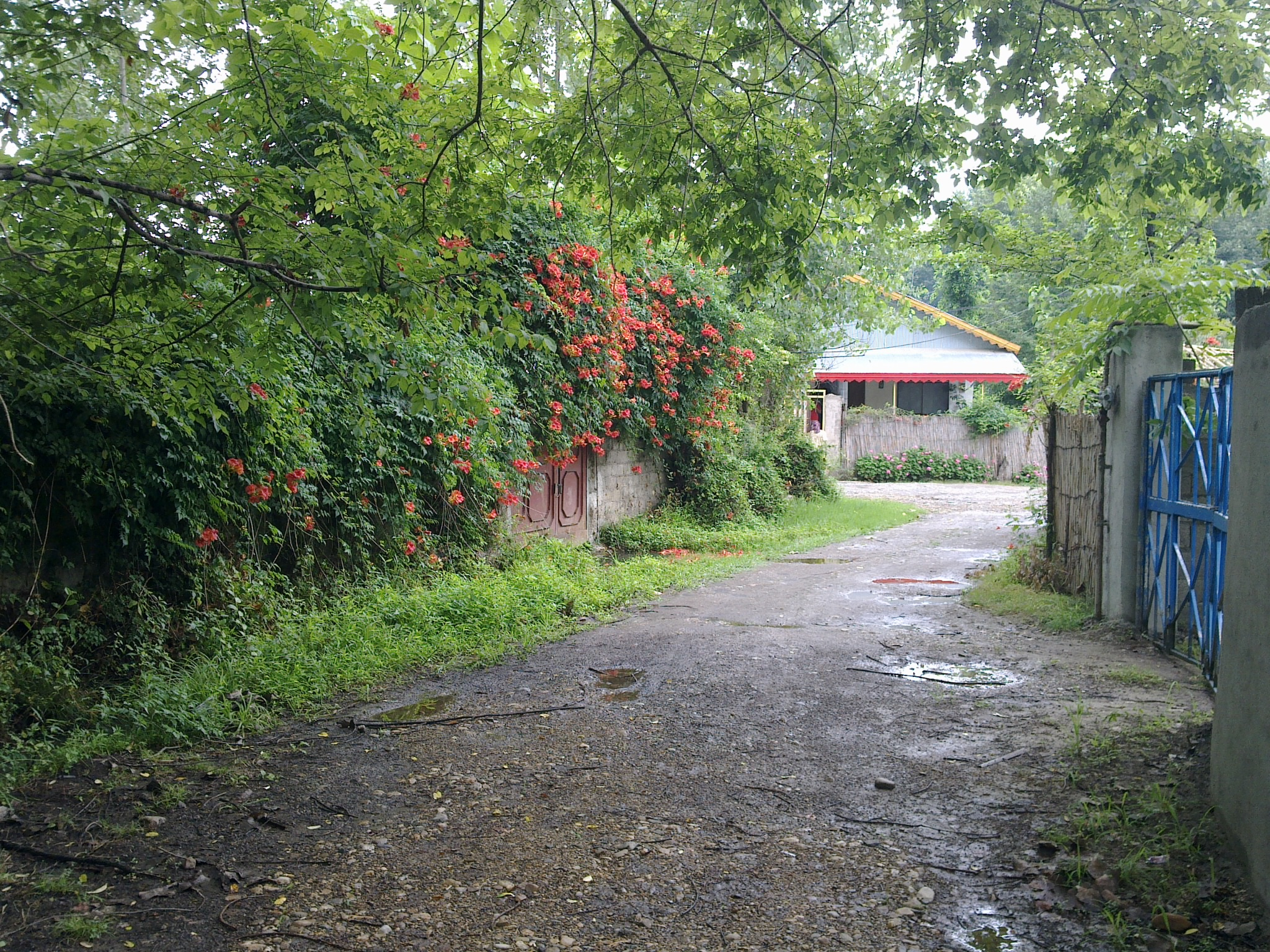
منظری از کوچه باغهای اشترکام

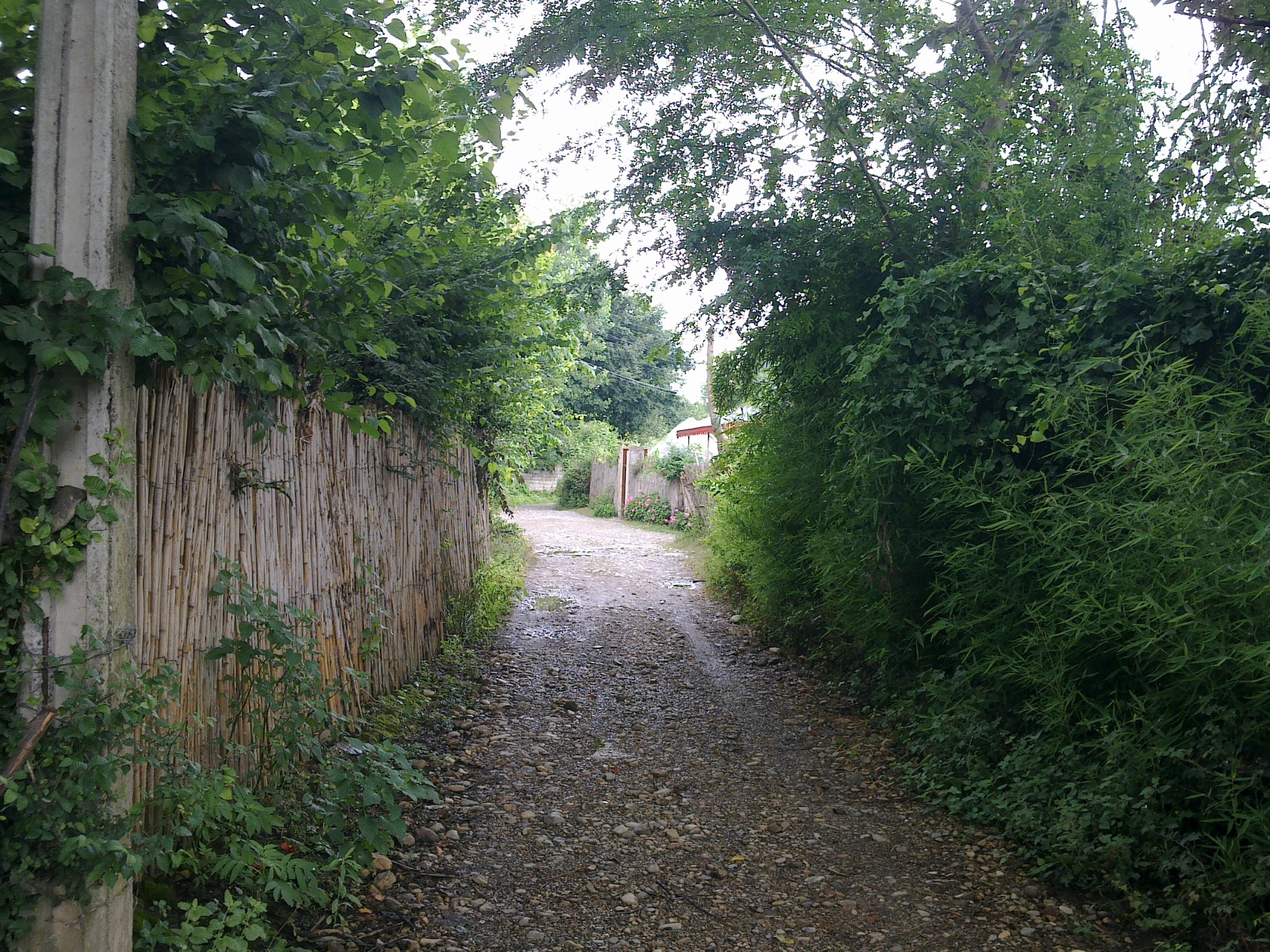
منظری دیگری از کوچه باغهای اشترکام

روستای زیبای اشترکام(به دو شکل esh-te-re-kam یا esh-ter-kam تلفظ می کنند)در حدود ۲۷ کیلومتری غرب شهر رشت،۳۷درجه و ۱۶ دقیقه شمالی و ۴۹درجه و ۱۹ دقیقه شرقی، در حوالی شهر صومعه سرا قرار دارد.این روستا از توابع شهرستان صومعه‌سرا و در واقع در مرز بین دو شهرستان فومن و صومعه سرا قرار گرفته‌است.این روستا با وجود قدمت آن، از نظر تقسیم بندیهای کشوری تحت پوشش روستای بزرگتر(دهستان) فشخام قرار گرفته‌است. دلیل عمده این امر مهاجرت بسیار گسترده اهالی جوان این روستا به شهر بوده‌است که البته دلیل آن هم فقر است؛ این مهاجرت سبب کاهش ناگهانی ساکنان این روستا شد که البته با گسترش روی آوری مردم به مناطق خارج از شهر و مناطق روستایی، چند سالی است که این روند سرعت کمتری داشته‌است. یک رودخانه کوچک اما دائمی روستای اشترکام را به دو بخش شمالی و جنوبی تقسیم می‌کند.تا سالها پیش سالانه یا چند سال یک بار این رودخانه،احتمالاً به منظور بهتر شدن جریان آب آن در فصل کاشت برنج،توسط خود اهالی لایروبی می شد که با مهاجرت جوانترها و باقی‌ماندن کهنسالان و نبود انگیزه در باقی جوانانی که هنوز در روستا مانده اند این لایروبی چندین سال است که انجام نمی‌شود و از این نظر این رودخانه چهره نازیبایی پیدا کرده است.

زیارتگاه نه چندان قدیمی نیز در این روستا وجود دارد."علی مدد" ، بر طبق گفته پیرمردان روستا و روستاهای اطراف که آنها هم از پدر یا پدربزرگ خود نقل کرده اند مربوط به پیر پارسایی است که در مسیر مسافرت خود به علت بیماری، چندی در آنجا اقامت گزیده و همانجا در گذشته است.هر چند تا مدتی پیش نام کوچک "علی مدد" در آن منطقه مرسوم بوده است، اما ممکن است نام علی مددِ این مزار ناشی از ذکر علی مددی باشد که درویشان معمولاً آن را بسیار بر زبان می آورند.

## جستارهای وابسته

نمونه ای از خانه روستایی اشترکام(خالی و در حال تخریب است)
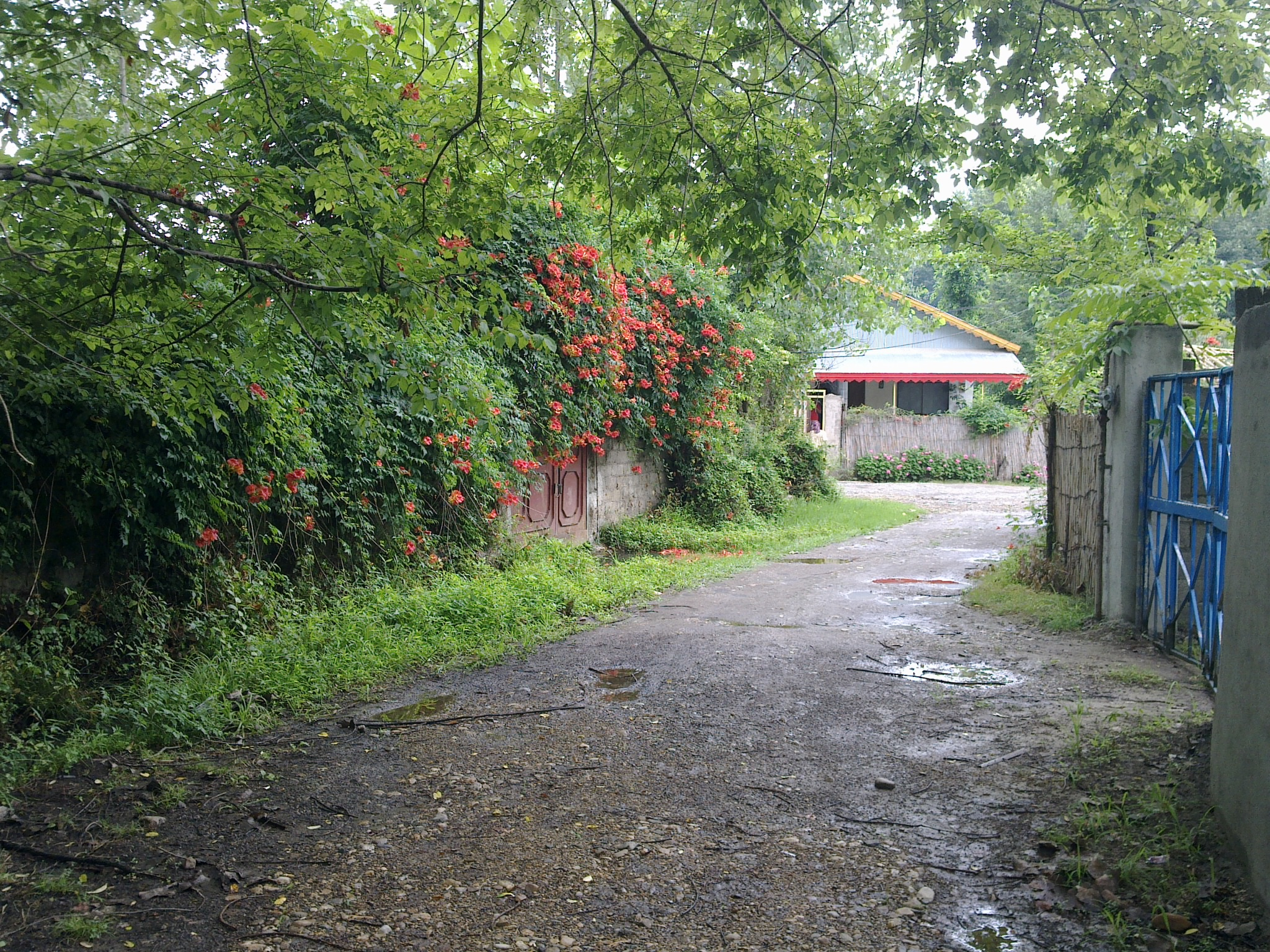
منظره ای از کوچه باغهای اشترکام)
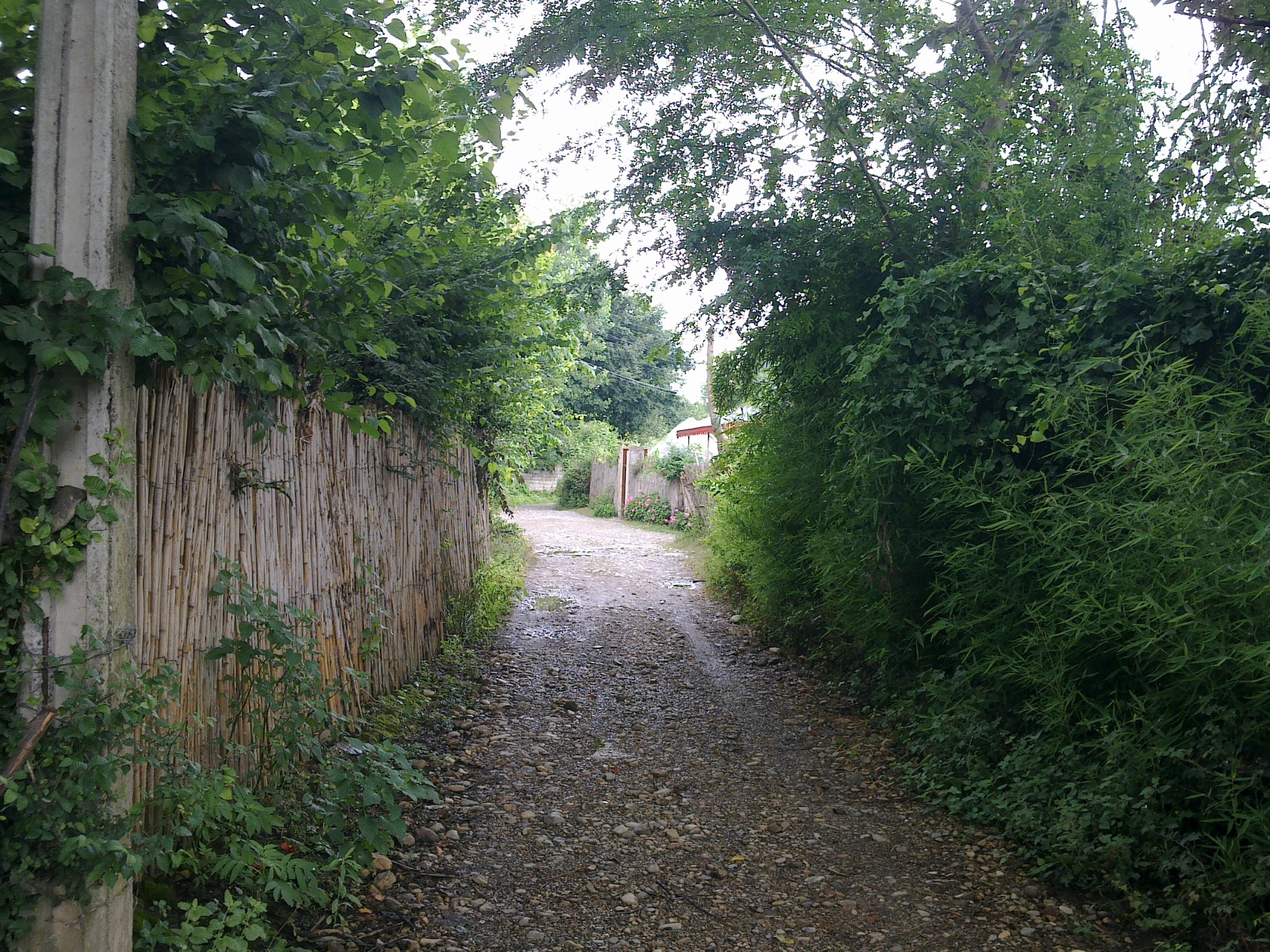
منظره ای دیگراز کوچه باغهای اشترکام)